# Ferrals-les-Montagnes
Ferrals-les-Montagnes är en kommun i departementet Hérault i regionen Occitanien i södra Frankrike. Kommunen ligger i kantonen Olonzac som tillhör arrondissementet Béziers. År 2022 hade Ferrals-les-Montagnes 147 invånare.

## Befolkningsutveckling
Antalet invånare i kommunen Ferrals-les-Montagnes
Referens:INSEE